# Ann Peterson
Ann Stewart Peterson, född 16 juni 1947 i Kansas City i Missouri, är en amerikansk före detta simhoppare.
Peterson blev olympisk bronsmedaljör i höga hopp vid sommarspelen 1968 i Mexico City.